# 赵绪成
赵绪成（1943年—），江苏沛县人，中国当代画家。

## 生平
1964年毕业于南京师范大学美术系，现居住于江苏南京。
曾历任中国美协、书协理事，全国大展评委，两届全国党代表，江苏省文联常务副书记、副主席、顾问，江苏省文化厅副厅长、巡视员，江苏省政协常委、江苏省文教委副主任，江苏省省友协、江苏省国际文化交流中心、江苏省少儿基金会副会长，江苏省国画院、书研院院长、名誉院长，中国力联集团顾问，享受国务院特殊津贴。

## 绘画风格
擅长水墨绘画、书法艺术,从“一代飞天”到“三代飞天”的转变，从墨惊彩的“都市系列”到现代“书法系列”，具有中西结合的绘画风格。